# Fórmula de Leibniz
En càlcul, la regla de la integral de Leibniz per a la diferenciació sota el signe integral, anomenada en honor a Gottfried Wilhelm Leibniz, estableix que per a una integral de la forma {\displaystyle \int _{a(x)}^{b(x)}f(x,t)\,dt,} on {\displaystyle -\infty <a(x),b(x)<\infty } i els integrands depenen de funcions {\displaystyle x,} la derivada d'aquesta integral és expressable com {\displaystyle {\begin{aligned}&{\frac {d}{dx}}\left(\int _{a(x)}^{b(x)}f(x,t)\,dt\right)\\&=f{\big (}x,b(x){\big )}\cdot {\frac {d}{dx}}b(x)-f{\big (}x,a(x){\big )}\cdot {\frac {d}{dx}}a(x)+\int _{a(x)}^{b(x)}{\frac {\partial }{\partial x}}f(x,t)\,dt\end{aligned}}} on la derivada parcial {\displaystyle {\tfrac {\partial }{\partial x}}} indica que dins de la integral, només la variació de {\displaystyle f(x,t)} amb {\displaystyle x} es considera a l'hora de prendre la derivada.
En el cas especial en què les funcions {\displaystyle a(x)} i {\displaystyle b(x)} són constants {\displaystyle a(x)=a} i {\displaystyle b(x)=b} amb valors que no depenen {\displaystyle x,} això es simplifica a: {\displaystyle {\frac {d}{dx}}\left(\int _{a}^{b}f(x,t)\,dt\right)=\int _{a}^{b}{\frac {\partial }{\partial x}}f(x,t)\,dt.}
Si {\displaystyle a(x)=a} és constant i {\displaystyle b(x)=x}, que és una altra situació habitual (per exemple, en la demostració de la fórmula d'integració repetida de Cauchy), la regla integral de Leibniz es converteix en: {\displaystyle {\frac {d}{dx}}\left(\int _{a}^{x}f(x,t)\,dt\right)=f{\big (}x,x{\big )}+\int _{a}^{x}{\frac {\partial }{\partial x}}f(x,t)\,dt,}
Aquest resultat important es pot utilitzar, sota determinades condicions, per intercanviar els operadors diferencials integrals i parcials, i és particularment útil en la diferenciació de transformacions integrals. Un exemple d'això és la funció generadora de moments en la teoria de la probabilitat, una variació de la transformada de Laplace, que es pot diferenciar per generar els moments d'una variable aleatòria. Si s'aplica la regla integral de Leibniz és essencialment una qüestió sobre l'intercanvi de límits.

## Forma general: diferenciació sota el signe integral
{\displaystyle {\frac {d}{dx}}\left(\int _{a(x)}^{b(x)}f(x,t)\,dt\right)=f{\big (}x,b(x){\big )}\cdot {\frac {d}{dx}}b(x)-f{\big (}x,a(x){\big )}\cdot {\frac {d}{dx}}a(x)+\int _{a(x)}^{b(x)}{\frac {\partial }{\partial x}}f(x,t)\,dt.}
El costat dret també es pot escriure utilitzant la notació de Lagrange com:
{\textstyle f(x,b(x))\,b^{\prime }(x)-f(x,a(x))\,a^{\prime }(x)+\displaystyle \int _{a(x)}^{b(x)}f_{x}(x,t)\,dt.}

## Cas tridimensional, dependent del temps

Figura 1: Un camp vectorial F(r,t) definit per tot l'espai, i una superfície Σ limitada per la corba ∂Σ que es mou amb velocitat v sobre la qual s'integra el camp.

Una regla integral de Leibniz per a una superfície bidimensional que es mou en un espai tridimensional és
{\displaystyle {\frac {d}{dt}}\iint _{\Sigma (t)}\mathbf {F} (\mathbf {r} ,t)\cdot d\mathbf {A} =\iint _{\Sigma (t)}\left(\mathbf {F} _{t}(\mathbf {r} ,t)+\left[\nabla \cdot \mathbf {F} (\mathbf {r} ,t)\right]\mathbf {v} \right)\cdot d\mathbf {A} -\oint _{\partial \Sigma (t)}\left[\mathbf {v} \times \mathbf {F} (\mathbf {r} ,t)\right]\cdot d\mathbf {s} ,}
- F(r, t) és un camp vectorial a la posició espacial r en el temps t,

- Σ és una superfície limitada per la corba tancada ∂Σ,

- dA és un element vectorial de la superfície Σ,

- ds és un element vectorial de la corba ∂Σ,

- v és la velocitat de moviment de la regió Σ,

- ∇⋅ és la divergència vectorial,

- × és el producte creuat vectorial,

- Les integrals dobles són integrals de superfície sobre la superfície Σ, i la integral de línia es troba sobre la corba limitadora ∂Σ.[4]

## Exemples

### Exemple 1: Límits fixos
Considereu la funció
{\displaystyle \varphi (\alpha )=\int _{0}^{1}{\frac {\alpha }{x^{2}+\alpha ^{2}}}\,dx.}
La funció sota el signe integral no és contínua en el punt {\displaystyle (x,\alpha )=(0,0)}, i la funció {\displaystyle \varphi (\alpha )} té una discontinuïtat a {\displaystyle \alpha =0} perquè {\displaystyle \varphi (\alpha )} enfocaments {\displaystyle \pm \pi /2} com {\displaystyle \alpha \to 0^{\pm }}.
Si diferenciem {\displaystyle \varphi (\alpha )} respecte a {\displaystyle \alpha } sota el signe integral, obtenim {\displaystyle {\frac {d}{d\alpha }}\varphi (\alpha )=\int _{0}^{1}{\frac {\partial }{\partial \alpha }}\left({\frac {\alpha }{x^{2}+\alpha ^{2}}}\right)\,dx=\int _{0}^{1}{\frac {x^{2}-\alpha ^{2}}{(x^{2}+\alpha ^{2})^{2}}}dx=\left.-{\frac {x}{x^{2}+\alpha ^{2}}}\right|_{0}^{1}=-{\frac {1}{1+\alpha ^{2}}},} per {\displaystyle \alpha \neq 0}. Això pot estar integrat (respecte a {\displaystyle \alpha } ) per trobar {\displaystyle \varphi (\alpha )={\begin{cases}0,&\alpha =0,\\-\arctan({\alpha })+{\frac {\pi }{2}},&\alpha \neq 0.\end{cases}}}

### Exemple 2: Límits variables
{\displaystyle {\begin{aligned}{\frac {d}{dx}}\int _{\sin x}^{\cos x}\cosh t^{2}\,dt&=\cosh \left(\cos ^{2}x\right){\frac {d}{dx}}(\cos x)-\cosh \left(\sin ^{2}x\right){\frac {d}{dx}}(\sin x)+\int _{\sin x}^{\cos x}{\frac {\partial }{\partial x}}(\cosh t^{2})\,dt\\[6pt]&=\cosh(\cos ^{2}x)(-\sin x)-\cosh(\sin ^{2}x)(\cos x)+0\\[6pt]&=-\cosh(\cos ^{2}x)\sin x-\cosh(\sin ^{2}x)\cos x.\end{aligned}}}

## Aplicacions

### Avaluació d'integrals definides
La fórmula {\displaystyle {\frac {d}{dx}}\left(\int _{a(x)}^{b(x)}f(x,t)\,dt\right)=f{\big (}x,b(x){\big )}\cdot {\frac {d}{dx}}b(x)-f{\big (}x,a(x){\big )}\cdot {\frac {d}{dx}}a(x)+\int _{a(x)}^{b(x)}{\frac {\partial }{\partial x}}f(x,t)\,dt} pot ser útil a l'hora d'avaluar determinades integrals definides. Quan s'utilitza en aquest context, la regla integral de Leibniz per diferenciar sota el signe integral també es coneix com el truc de Feynman per a la integració.